# (947) Monterosa
(947) Monterosa – planetoida z pasa głównego asteroid okrążająca Słońce w ciągu 4 lat i 207 dni w średniej odległości 2,75 au. Została odkryta 8 lutego 1921 roku w Hamburg-Bergedorf Observatory w Bergedorfie przez Arnolda Schwassmanna. Nazwa pochodzi od statku Monterosa używanego przez Uniwersytet w Hamburgu do wycieczek na Morze Północne. Przed nadaniem nazwy planetoida nosiła oznaczenie tymczasowe (947) 1921 JD.